# R. C. Bannon
R. C. Bannon (* 2. Mai 1945 als Daniel Shipley in Dallas, Texas) ist ein US-amerikanischer Country-Sänger, -Musiker und -Songwriter.

## Karriere
R. C. Bannon arbeitete mit Rock- und Soul-Bands, bevor er 1973 mit Marty Robbins auf Tournee ging. 1976 zog er nach Nashville und arbeitete als Songwriter für Warner Brothers. Robbins war einer der ersten großen Country-Künstler, der ein Jahr später mit Inspiration for a Song eine Komposition von R. C. Bannon aufnahm. Lieder für Hank Thompson, Bobby Bare und Charly McClain folgten.
R. C. Bannon war von 1979 bis 1991 mit Louise Mandrell verheiratet, mit der er einige Jahre ein erfolgreiches Country-Duo bildete. Gemeinsam nahmen sie vier Alben auf und platzierte ein halbes dutzend Singles in den Country-Charts. Am erfolgreichsten war 1979 ein Cover der Soul-Ballade Reunited, im Original von Peaches & Herb, ein Top-15-Erfolg. Weitere Top-40-Hits waren Where’s There’s Smoke There’s Fire (1981) und das Weihnachtslied Christmas Is Just a Song for Us This Year (1982). Gleichzeitig veröffentlichte Bannon auch Platten als Solist. Seine beiden Alben, Have Some RC (1976) und Arrives (1978), wurden jedoch kaum beachtet. In den Singles-Charts platzierte er von 1977 bis 1982 inklusive der Duette mit Mandrell insgesamt 17 Singles. Am höchsten kam er 1979 mit Winners and Losers, ein Platz 26.
Als Songwriter hatte R. C. Bannon mehr Erfolg. 1978 schrieb er für Ronnie Milsap den Nummer-eins-Hit Only One Love in My Life. Ein weiteres Mal gelangte 1983 ein Lied aus seiner Feder an die Spitze. Seine damalige Schwägerin Barbara Mandrell stand auf Platz eins mit One of a Kind Pair of Fools. Für seine Frau Louise Mandrell schrieb er die Verse zum internationalen Pop-Erfolg Save Me, unter anderem ein Hit für Clout, um. Dies war 1983 ihr erster Top-10-Erfolg in den Country-Charts. Auch zwei weitere große Erfolge von Mandrell stammen von Bannon: Too Hot to Sleep (1983) und I Wanna Say Yes (1985).
Außerdem war er musikalischer Leiter der Fernsehshow Barbara Mandrell and the Mandrell Sisters, die von 1980 bis 1982 ausgestrahlt wurde und die Schwestern Barbara, Louise und Irlene Mandrell vereinte.

## Diskografie

### Alben
| Jahr | Titel                                               | Höchstplatzierung, Gesamtwochen, AuszeichnungChartsChartplatzierungen (Jahr, Titel, Platzierungen, Wochen, Auszeichnungen, Anmerkungen) | Anmerkungen              |
| Jahr | Titel                                               | Country | Anmerkungen              |
| ---- | --------------------------------------------------- | --- | ------------------------ |
| 1981 | Me And My RC                                        | Country20 (19 Wo.)Country | RCA; mit Louise Mandrell |
| 1982 | (You’re My) Super Woman, (You’re My) Incredible Man | Country44 (6 Wo.)Country | RCA; mit Louise Mandrell |

Weitere Alben
- 1976: Have Some RC (Aura-Cee)
- 1978: Arrives (Columbia)
- 1979: Inseparable (Epic, mit Louise Mandrell)
- 1980: Love Won’t Let Us Go (Epic, mit Louise Mandrell)
- 1983: The Best Of Louise Mandrell and R C Bannon1
- 2008: And Then I Wrote These (RC Bannon)

### Singles
| Jahr | Titel Album                                                 | Höchstplatzierung, Gesamtwochen, AuszeichnungChartsChartplatzierungen (Jahr, Titel, Album, Platzierungen, Wochen, Auszeichnungen, Anmerkungen) | Anmerkungen         |
| Jahr | Titel Album                                                 | Country | Anmerkungen         |
| --- | ----------------------------------------------------------- | --- | ------------------- |
| 1977 | Southbound R.C. Bannon Arrives                              | Country99 (1 Wo.)Country |                     |
| 1977 | Rainbows and Horseshoes R.C. Bannon Arrives                 | Country90 (4 Wo.)Country |                     |
| 1977 | It Doesn’t Matter Anymore R.C. Bannon Arrives               | Country33 (12 Wo.)Country |                     |
| 1978 | (The Truth Is) We’re Livin’ a Lie R.C. Bannon Arrives       | Country64 (7 Wo.)Country |                     |
| 1978 | Somebody’s Gonna Do It Tonight –                            | Country64 (5 Wo.)Country |                     |
| 1979 | Winners and Losers –                                        | Country26 (11 Wo.)Country |                     |
| 1979 | I Thought You’d Never Ask Inseparable                       | Country46 (8 Wo.)Country | mit Louise Mandrell |
| 1979 | Reunited Inseparable                                        | Country13 (12 Wo.)Country | mit Louise Mandrell |
| 1979 | We Love Each Other Inseparable                              | Country48 (8 Wo.)Country | mit Louise Mandrell |
| 1980 | Lovely Lonely Lady –                                        | Country65 (5 Wo.)Country |                     |
| 1980 | If You’re Serious About Cheatin’ –                          | Country61 (7 Wo.)Country |                     |
| 1980 | Never Be Anyone Else –                                      | Country36 (10 Wo.)Country |                     |
| 1981 | Where There’s Smoke There’s Fire Me and My R.C.             | Country35 (11 Wo.)Country | mit Louise Mandrell |
| 1982 | Our Wedding Band Me and My R.C.                             | Country56 (7 Wo.)Country | mit Louise Mandrell |
| 1982 | Til Something Better Comes Along Me and My R.C.             | Country46 (11 Wo.)Country |                     |
| Folgende Lieder erschienen nicht als Single, wurden aber durch das Album zum Download und Streaming bereitgestellt und konnten somit eine Platzierung erlangen: |                                                             | |                     |
| |                                                             | |                     |
| 1982 | Christmas Is Just a Song for Us This Year Country Christmas | Country35 (7 Wo.)Country | mit Louise Mandrell |